# 이성재 (바둑 기사)
이성재(李聖宰, 1977년 9월 19일~)는 대한민국의 바둑 기사이고, 서울 출생으로, 1992년 16세로 프로 바둑에 입단했고, 이후 경희대학교 체육학과(학사)를 나왔으며, 2009년 9단에 올랐다.

## 학력
- 경희대학교 체육학과 학사

## 약력
- 1993년 명인전 본선.
- 1994년 명인전 4강 진출.
- 1995년 명인전 도전자결정전 진출, KBS바둑왕전 본선 진출, 패왕전 본선 진출.
- 1996년 롯데배 한중대항전 국가대표, 대왕전 본선 진출, 명인전 본선 진출, 제1회 LG배 본선 진출.
- 1997년 대왕전 준우승, 제2회 LG배 본선16강 진출, 제2회 삼성화재배 본선8강 진출, 동양증권배 본선 진출, 명인전 본선 진출, 대왕전 본선 진출, 비씨카드배 신인왕전 본선 진출, SK가스배 신예10걸전 본선 진출, 바둑문화상 신예기사상 수상.
- 1998년 5단 승단, 제2기 SK가스배 신예프로10걸전 우승, 제33기 패왕전 준우승, 제3회 삼성화재배 본선8강 진출, 동양증권배 본선8강 진출.
- 1999년 제12회 후지쯔배 8강, 제4회 삼성화재배 본선, 제7기 배달왕전 본선 진출, 제34기 패왕전 본선 진출, 제9기 비씨카드배 신인왕전 본선 진출, 제3회 SK가스배 신예프로10걸전 본선 진출.
- 2000년 6단 승단, 제35기 패왕전 준우승, 제19기 KBS바둑왕전 본선 진출, 제31기 명인전 본선리그 진출.
- 2001년 제20기 KBS바둑왕전 본선 진출, 제1기 KT배 본선 진출.
- 2005년 제1기 한국물가정보배 본선 진출, 제1기 원익배 십단전 본선 진출, 제2기 전자랜드배 본선 진출.
- 2006년 제3기 전자랜드배 본선 진출, 제2기 원익배 십단전 본선 진출, 8단 승단.
- 2007년 한국바둑리그 출전, 제41기 왕위전 본선 4강 진출.
- 2008년 한국바둑리그 출전, 제5기 전자랜드배 본선 진출.
- 2009년 제5기 원익배 십단전 본선 진출, 제5기 한국물가정보배 본선 진출, 9단 승단, 제11기 맥심커피배 본선 진출.
- 2010년 제2회 BC카드배 본선 64강 진출, 제12기 맥심커피배 본선 진출.